# Кубок Азербайджану з футболу 2013—2014
Кубок Азербайджану з футболу 2013–2014 — 22-й розіграш кубкового футбольного турніру в Азербайджані. Переможцем всьоме у своїй історії став Нефтчі (Баку).

## Перший раунд
| Команда 1           | Рахунок | Команда 2                 |
| ------------------- | ------- | ------------------------- |
| 23 жовтня 2013      |         |                           |
| Шуша (2)            | 4:2     | Шахдаг (2)                |
| МОІК (2)            | 1:3     | Карадаг (Локбатан) (2)    |
| Міль-Мугань (2)     | 4:2     | Локомотив (Баладжари) (2) |
| 30 жовтня 2013      |         |                           |
| Араз-Нахічевань (2) | 1:0 дч  | Аксу (2)                  |

## Другий раунд
| Команда 1              | Рахунок         | Команда 2    |
| ---------------------- | --------------- | ------------ |
| 4 грудня 2013          |                 |              |
| Інтер (Баку)           | 7:0             | Шуша (2)     |
| Нефтчі (Баку)          | 1:0             | Кяпаз (2)    |
| Карадаг (Локбатан) (2) | 2:5             | Ряван        |
| Баку                   | 2:1             | ФК Сумгаїт   |
| Міль-Мугань (2)        | 1:2             | Габала       |
| Карабах (Агдам)        | 1:0             | АЗАЛ         |
| Араз-Нахічевань (2)    | 2:2 дч пен. 4:2 | Сімург       |
| Хазар-Ланкаран         | 4:0             | Нефтчала (2) |

## Чвертьфінали
Перші матчі відбулися 12 березня, а матчі-відповіді 19 березня 2014 року.
| Команда 1           | Заг.         | Команда 2       | 1-й матч | 2-й матч |
| ------------------- | ------------ | --------------- | -------- | -------- |
| Габала              | 2:1          | Карабах (Агдам) | 0:0      | 2:1      |
| Ряван               | 1:1 пен. 9:8 | Баку            | 0:1      | 1:0 дч   |
| Араз-Нахічевань (2) | 1:2          | Хазар-Ланкаран  | 1:1      | 0:1      |
| Інтер (Баку)        | 1:1 (ч)      | Нефтчі (Баку)   | 1:1      | 0:0      |

## Півфінали
Перші матчі відбулися 16 квітня, а матчі-відповіді 24 квітня 2014 року.
| Команда 1     | Заг. | Команда 2      | 1-й матч | 2-й матч |
| ------------- | ---- | -------------- | -------- | -------- |
| Габала        | 4:1  | Хазар-Ланкаран | 3:0      | 1:1      |
| Нефтчі (Баку) | 4:2  | Ряван          | 1:1      | 3:1      |

## Фінал
| 22 травня 2014 20:00 (UTC+4) |

| Нефтчі (Баку) | 1:1 дч   | Габала       |
| ------------- | -------- | ------------ |
| Масімов 52'   | Протокол | Ізмайлов 71' |

| Республіканський стадіон імені Тофіка Бахрамова, Баку Глядачів: 22 000 Арбітр: Аліяр Агаєв |

|                                  |     | Пенальті                                       |  |
| Рамос · Флавінью · Деніс · Бруно | 3:2 | Ізмайлов · Сантос · Ассіс · Н.Гаджиєв · Ніассе |  |